# Prințesa marțiană
Prințesa marțiană (1912 în foileton în All-Story Magazine, 1917 în volum) (A Princess of Mars sau Under The Moons Of Mars) este un roman SF/fantasy de Edgar Rice Burroughs, primul din seria Barsoom sau John Carter of Mars. Căpitanul John Carter este transportat pe planeta Marte unde trece prin numeroase aventuri. Romanul a avut 10 continuări pe parcursul următorilor 30 de ani, acestea dezvoltând viziunea autorului despre Barsoon și adăugând și alte personaje.
Lumea Barsoom-ului este de fapt o viziune romantică a unei lumi marțiene pe cale de dispariție, bazată pe ideile (acum depășite) ale astronomului Percival Lowell de la începutul secolului al XX-lea. Deși face descrierea unor invenții bizare și tehnologii avansate, povestea lui Burroughs ne înfățișează de fapt o lume sălbatică care funcționează pe principiile onoarei, sacrificiului nobil și bătălii perene în care curajul războinic e capital și în care rase multiple se războiesc pentru resursele în scădere. Aceasta lume este plină de orașe pierdute, aventuri eroice și secrete străvechi uitate.
Seria literară a inspirat un număr de scriitori de ficțiune din secolul XX ca și pe oameni de știința importanți implicați in explorarea spațiului cosmic și in cautarea vieții extra-terestre. Aceasta a fost folosita ca sursa de informație și a fost adaptata de numeroși scriitori - in romane, nuvele, televiziune sau film.